# 大魚鄉
大魚鄉，是四川省鄰水縣曾经下辖的一个乡。

## 沿革[1]
- 1953年4月24日，第十區(興仁區)公所從興仁鄉划出一部分，增建大魚鄉人民政府。1956年1月16日，大魚鄉併入興仁鄉，大魚鄉人民政府撤銷。